# Riau
|  | Per a altres significats, vegeu «Riau (desambiguació)». |

Riau és una província d'Indonèsia, situada al centre de l'illa de Sumatra al llarg de l'estret de Malaca. La capital i la ciutat més gran de la província és Pekanbaru. Altres ciutats importants són: Dumai i Bengkalis. Les Illes Riau havien format part de Riau fins al 2004, quan es convertien en una província separada.
Riau (holandes Riouw) és una de les províncies més riques d'Indonèsia, basada en els seus recursos naturals, especialment petroli, gas natural, goma i oli de palma.
La província era fa uns anys pràcticament plena de boscos, però per culpa de les plantacions d'oli de palma que realitzen les indústries està perdent al voltant de 2.000 km² de bosc per any. La proporció de boscos ha passat de 64.000 km² (78%), l'any 1982, a 27.000 km² (33%), el 2005.
En ser una província poc profunda, les regions costaneres estan perdent ràpidament terra a l'oceà.